# Відкритий чемпіонат США з тенісу 1990
Відкритий чемпіонат США з тенісу 1990 проходив з 27 серпня по 9 вересня 1990 року на відкритих кортах Тенісного центру імені Біллі Джин Кінг у парку Флашинг-Медоуз у районі Нью-Йорка Квінз. Це був четвертий, останній турнір Великого шолома календарного року. 

## Огляд подій та досягнень
У чоловіків минулорічний чемпіон Борис Бекер програв у півфіналі Андре Агассі, який, у свою чергу поступився в фіналі Піту Сампрасу. Сампрас виграв свій перший титул Великого шолома й став чемпіоном США у рекордно ранньому віці — 19 років 28 днів.  
У жінок перемогла аргентинка Габріела Сабатіні, здолавши в фіналі переможницю двох попередніх чемпіонатів США Штеффі Граф. Ця перемога залишилася для Сабатіні єдиним титулом Великого шолома.
Переможці чоловічого парного турніру південноафриканці Пітер Олдріч та Дані Віссер виграли чемпіонат Америки вперше й здобули свій другий титул Великого шолома. 
У парному жіночому турнірі перемогли Джиджі Фернандес та Мартіна Навратілова. Для Навратілової це був 55-ий титул Великого шолома й 15-ий титул чемпіонки США. Фернандес виграла свій другий мейджор і вдруге здобула американське чемпіонство.
У міксті Елізабет Смайлі стала чемпіонкою США вдруге (3-ій мейджор), а Тодд Вудбрідж здобув свій дебютний титул переможця турніру Великого шолома.

## Результати фінальних матчів

### Дорослі
| Одиночний розряд. Чоловіки           |                           |                     |
| Піт Сампрас                          | Андре Агассі              | 6–4, 6–3, 6–2       |
|                                      |                           |                     |
| Одиночний розряд. Жінки              |                           |                     |
| Габріела Сабатіні                    | Штеффі Граф               | 6–2, 7–6(7–4)       |
|                                      |                           |                     |
| Парний розряд. Чоловіки              |                           |                     |
| Пітер Олдріч Дані Віссер             | Пол Аннакон Девід Вітон   | 6–2, 7–6 (7–3), 6–2 |
|                                      |                           |                     |
| Парний розряд. Жінки                 |                           |                     |
| Джиджі Фернандес Мартіна Навратілова | Яна Новотна Гелена Сукова | 6–2, 6–4            |
|                                      |                           |                     |
| Мікст                                |                           |                     |
| Елізабет Смайлі Тодд Вудбрідж        | Наташа Звєрєва Джим П'ю   | 6–4, 6–2            |
|                                      |                           |                     |

### Юніори
| Одиночний розряд. Хлопці        |                                    |               |
| Андреа Гауденці                 | Мікаель Тілльстрем                 | 6–2, 4–6, 7–6 |
|                                 |                                    |               |
| Одиночний розряд. Дівчата       |                                    |               |
| Магдалена Малеєва               | Ноелль ван Лоттум                  | 7–5, 6–2      |
|                                 |                                    |               |
| Парний розряд. Хлопці           |                                    |               |
| Себастьян Лебланк Грег Руседскі | Мортен Ренстрем Мікаель Тілльстрем | 6–7, 6–3, 6–4 |
|                                 |                                    |               |
| Парний розряд. Дівчата          |                                    |               |
| Крістін Годрідж Кіррілі Шарп    | Еріка де Лоун Ліза Реймонд         | 4–6, 7–5, 6–2 |
|                                 |                                    |               |